# Рикон Старк
Рикон Старк је измишљени лик у серији фантастичних романа Песма леда и ватре америчког аутора Џорџа Р. Р. Мартина и потоње телевизијске адаптације Игра престола. Представљен у Игри престола из 1996. године, Рикон је најмлађе дете Едарда Старка, часног господара Зимоврела, древне тврђаве на северу. Касније се појавио у Мартиновом Судару краљева (1998). Рикона тумачи ирски глумац Арт Паркинсон у телевизијској адаптацији ХБО-а.

## Опис лика
Рикон је пето и најмлађе дете Едарда „Неда“ Старка и његове супруге Кејтлин, и има петоро браће и сестара — Роба, Сансу, Арју, Брена и његовог ванбрачног полубрата Џона Снежног. Попут његове браће и сестара, Рикона стално прати његов језовук, Чупавко, са којим је веома близак. Мартин описује да Рикона више личи на мајку у изгледу. Он је по природи агресиван, храбар, чврст, јаке воље и насилан: особине које дели његов језовук Чупавко.
Рикон Старк није лик из чије тачке гледишта аутор пише поглавља. У романима и углавном је позадински лик. Његови поступци су сведочени и тумачени очима његовог старијег брата Брена.

#### Плес са змајевима
У Плесу са змајевима (2011), већина Вестероса верује да је Рикон мртав, али лорд Вимен Мендерли чује од преживелог из пљачке Зимоврела да је Рикон наводно жив и да је побегао са извесном женом на острво Скагос. Скагос је велико, северно острво у ушћу Залива фока и подлеже владавини куће Старк. У замену за то што се заклео на лојалност Станису Баратеону уместо Ланистерима, Мендерли задаје сер Давосу Сиворту да доведе Рикона са Скагоса како би га открили северњачким господарима и инспирисали их да се окупе против Руза Болтона, Ремзија Болтона и Валдера Фреја за издају коју су нанели Старковима.